# Hypokaliämie
Als Hypokaliämie (synonym Hypokalämie, auch Kaliummangel oder Kaliumdefizit im Blut; von altgriechisch ὑπο- hypo- „unter“ und altgriechisch αἷμα haima, lateinisch -aemia „Blut“) wird eine Elektrolytstörung bezeichnet, die durch zu wenig Kalium im Blut gekennzeichnet ist (<3,6 mmol/l Kalium im Blutserum). Je nach Ausprägung kann die Hypokaliämie harmlos bis lebensbedrohlich sein. Den Ausgleich einer Hypokaliämie durch Kaliumzufuhr bezeichnet man als Kaliumsubstitution. Der Überschuss an Kalium wird als Hyperkaliämie bezeichnet.

## Ursachen
Hypokaliämie kann eine Vielzahl von Ursachen haben. Am offensichtlichsten ist eine mangelnde Kaliumzufuhr, im Wesentlichen über die Nahrung. Beim Essen von Erde kann der enthaltene Ton oder Bentonit Kalium absorbieren, welches dann dem Körper nicht mehr zur Verfügung steht.
Für gewöhnlich aber tritt Hypokaliämie nach übermäßigem Kaliumverlust auf. Meist ist er verbunden mit übermäßigem Wasserverlust, der das Kalium aus dem Körper ‚spült‘. Typischerweise ist das die Folge von Erbrechen und Durchfall. Im Rahmen eines Conn-Syndroms kann es ebenfalls durch übermäßige Kaliumausscheidung in der Niere zu einer Hypokaliämie kommen. Manche Medikamente beschleunigen ebenfalls die Kaliumausscheidung, zum Beispiel Schleifendiuretika wie Furosemid oder verschiedene Abführmittel. Darüber hinaus schwankt der Serum-Kaliumspiegel aber auch infolge von Schwankungen im Säure-Basen-Haushalt. So sinkt der extrazelluläre K+-Gehalt bei einem pH-Anstieg von 0,1 um ca. 0,4 mmol/L.
Eine weitere Ursache ist der renale Kaliumverlust im Rahmen einer sogenannten Kaliumverlustniere.
Eine Bariumvergiftung kann ebenfalls zu einer schweren Hypokaliämie führen.
Ein im Mai 2009 veröffentlichter Fachartikel führt Fallbeispiele auf, bei denen exzessiver Cola-Konsum ab ca. 2–3 Liter pro Tag ebenfalls zu einem Kaliummangel geführt hatte. Neben dem Hauptfaktor Koffein tragen auch Glukose und Fruktose zum Kaliumverlust bei.

## Auswirkungen
Kalium ist wichtig für viele Körperfunktionen, besonders für Muskel- und Nerventätigkeit. Kalium kommt als Kation mit einer Konzentration von etwa 150 mmol/l vor allem intrazellulär vor, die extrazelluläre Konzentration beträgt etwa 3,5 bis 5,0 mmol/l, auch im Blut. Mehr als 98 % des Kaliums im Körper befindet sich im Intrazellulärraum.
Der osmotische Gradient des Kaliums zwischen intrazellulärem und extrazellulärem Raum ist für die Funktion der Nervenzellen entscheidend. Insbesondere wird Kalium benötigt, um die Zellmembran zu repolarisieren und den Ruhezustand wiederherzustellen, nachdem ein Aktionspotential weitergeleitet wurde.
Ebenso ist Kalium wichtig für die normale Muskelfunktion. Große Abweichungen vom normalen Kaliumspiegel können Lähmungserscheinungen an der Muskulatur der Gliedmaßen hervorrufen (hypokaliämische Lähmung), unter anderem können größere Abweichungen die Herzfunktion gefährden. Die intensivmedizinisch relevanteste Wirkung der Hypokaliämie ist daher auch die Wirkung auf das Herz. Eine Hypokaliämie sensibilisiert das Herz für die arrhythmogene Wirkung von Digitalispräparaten und Katecholaminen. Bei Hypokaliämie neigt das Herz zu Rhythmusstörungen. Häufig sind Extrasystolen, aber auch Vorhofflimmern und Kammerflimmern bis hin zum Herzstillstand und Tod möglich.
Zusammenfassung der klinischen Zeichen
Nach dem Standardlehrbuch von Herold, Innere Medizin:
- Adynamie bis hin zu Paresen
- Obstipation bis hin zum paralytischen Ileus
- Abschwächung bis Fehlen der Reflexe
- EKG: Abflachung von T, ST-Senkung, U-Welle, Pseudo-QT-Verlängerung durch TU-Verschmelzung, verstärkte Zeichen von Digitalisintoxikationen mit Extrasystolen

## Pathophysiologische Vorgänge am Herzen
Bei den Effekten einer Hypokaliämie am Herzen muss zwischen Schrittmacher- und Arbeitsherzmuskelgewebe unterschieden werden.
Am Schrittmacher verursacht die extrazellulär verminderte Kaliumkonzentration ein niedrigeres Nernst-Potential. Die spannungsgesteuerten Kationenkanäle dort, so genannte Funny Channels, reagieren darauf überschießend, sie öffnen stärker bei negativeren Membranpotentialen. Das Schrittmacher-Aktionspotential steigt daher steiler an, der Schrittmacher gibt sein Signal nun öfter ab: positive Chronotropie, Tachykardie.
Am Kammergewebe ist Kalium wichtig bei der Repolarisation nach einem Aktionspotential. Da die Kaliumkanäle dort nur aktiv sind, wenn auf der Außenseite Kalium gebunden ist, sinkt die Leitfähigkeit für Kalium bei Hypokaliämie ab. Der Einfluss der anderen Ionen auf das Membranpotential nimmt zu (gemäß Goldman-Gleichung). So kommt es zu einer Depolarisation der Herzmuskelzellen. Nachdem einmal ein Aktionspotential ausgelöst wurde, sind die Zellen für die kaliumabhängige Repolarisation nicht mehr durchlässig genug; die Herzmuskelzelle verbleibt depolarisiert und ist damit in der Systole arretiert. Dieser Vorgang an der Einzelzelle ist zunächst statistischer Natur, einzelne Zellen geraten aus dem Takt, womit die o. g. Rhythmusstörungen gut erklärbar sind.

## Therapie
Die Therapie richtet sich nach der Ursache. Zur Normalisierung eines erniedrigten Kaliumspiegels ist häufig eine enterale Substitution, das heißt eine orale Zufuhr, ausreichend, beispielsweise durch besonders kaliumhaltige Lebensmittel, aber auch durch Kalium-Präparate. Kalium ist in vielen Nahrungsmitteln enthalten, z. B. in Orangen, Kartoffeln, Avocados, Spinat, Tomaten und Gemüsesäften, getrockneten Früchten (zum Beispiel Aprikosen, Rosinen), Fleisch, Milch, (trockenen) Bohnen und Pilzen.
Bei intensivmedizinisch relevantem Kaliummangel mit Gefahr von Herzrhythmusstörungen wird zum einen möglichst die Ursache des Kaliummangels behoben (z. B. Ausgleich einer Alkalose), zum anderen aber wird durch parenterale Kaliumsubstitution ein normaler Serum-Kaliumspiegel angestrebt. Der Ersatz erfolgt grundsätzlich langsam mit Kaliumchlorid, Kaliumaspartat oder Kaliummalat, da die Infusion eines stark kaliumhaltigen Bolus zum Herzstillstand führen kann. Kaliumlösungen (etwa Inzolen) werden zur peripher-venösen Gabe in Ringer-Lactat- oder Isotonischer Kochsalzlösung verdünnt (max. 40 mVal K+ in 1000 ml pro Stunde) bzw. unverdünnt über einen zentralvenösen Zugang verabreicht, da die Lösung stark venenreizend ist.